# Монґері
Монґе́рі або Монґе́ре (англ. Mongeri, Monghere, Mongere) — місто у складі округу Бо Південної провінції Сьєрра-Леоне. Адміністративний центр вождівства Валунья та центр секції Лунья.
Місто розташоване за 37 км на північний захід від центру округа міста Бо, з яким пов'язане автодорогою.
Населення міста становить 6448 осіб (2015).

## Господарство
У місті діють початкова школа, центр здоров'я.